# 伽利略區

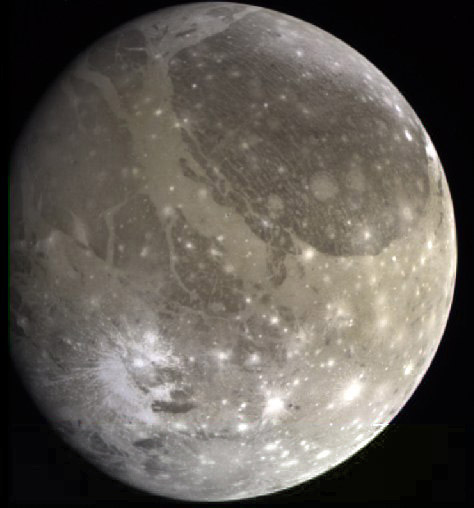
右上角的巨大卵形暗區就是伽利略區

伽利略區（Galileo Regio）是木星衛星木衛三上的一個巨大的暗區。中心座標47.0°N，129.6°E，直徑3200公里。

## 地質狀況
和一般人對伽利略區第一印象相反的是，該區域並不是一個撞擊坑，而是一個因為板塊作用造成分裂而顯現較古老的暗色物質，周圍被從木衛三內部上升到表面的年代較近的明亮物質包圍。一般認為該區域年代已經有40億年，且該區域有大量撞擊坑。
伽利略區的南方邊緣是烏魯克溝區。烏魯克溝介於伽利略區和馬里烏斯區。伽利略區內則有孟菲斯光斑。